# جوهی
جوهی (به ژاپنی: 延長 Jōhei) نام یک عصر تاریخی ژاپنی (نِنگُو) بود. این عصر بعد از انچو و قبل از تنگیو قرار داشت و از آوریل ۹۳۱ تا مه ۹۳۸ میلادی به طول انجامید. در طی این عصر امپراتور سوزاکو حکمران ژاپن بود.